# مرادتبة (مقاطعة اشتهارد)
مرادتبة (بالفارسية: مرادتپه) هي قرية تقع في قسم بلنغ آباد الريفي (مقاطعة اشتهارد) في إيران. يقدر عدد سكانها بـ 470 نسمة .